# 卡岑山
47°44′17″N 11°59′42″E / 47.73817°N 11.99513°E

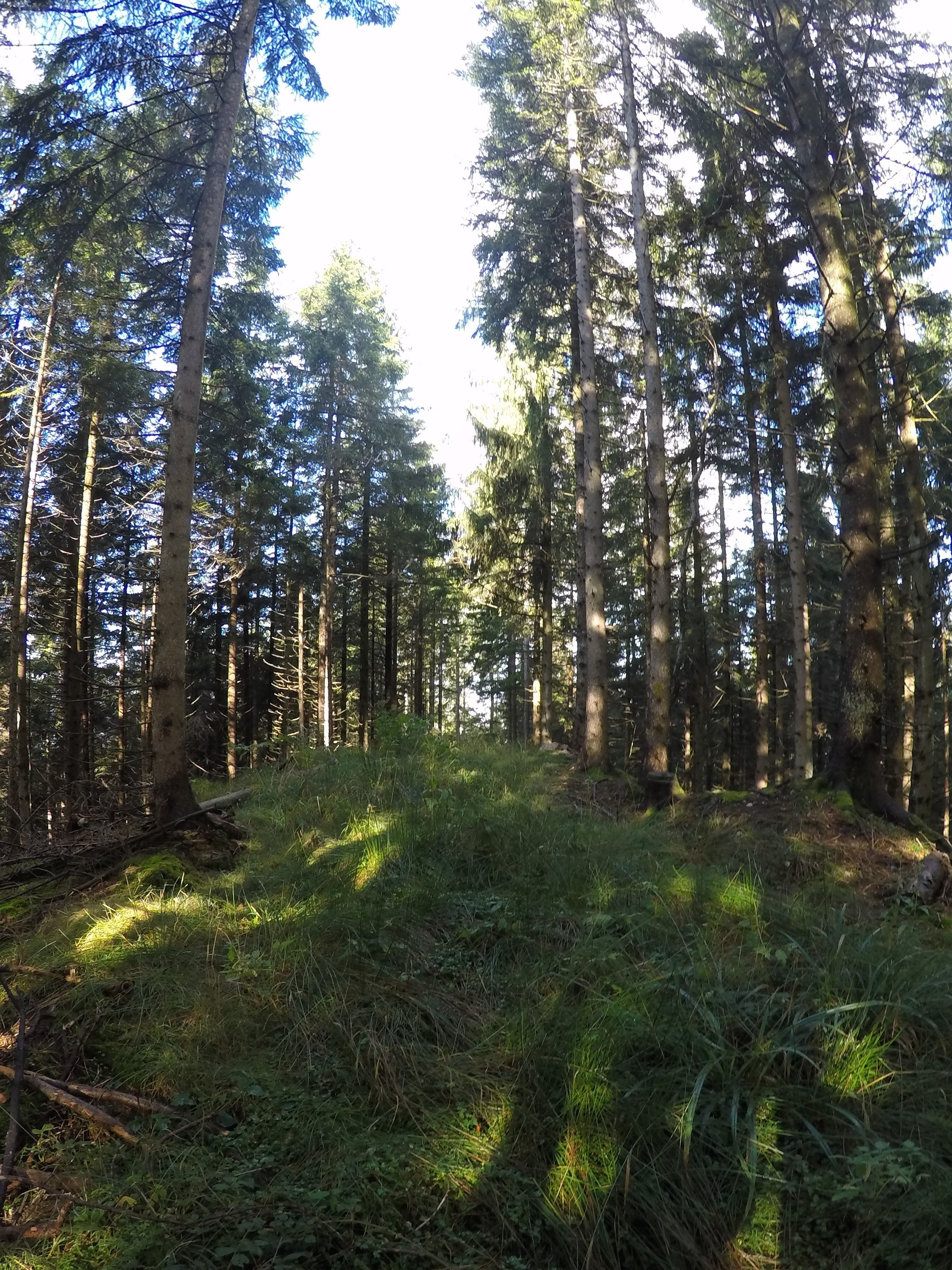

卡岑山（德語：Katzenköpfl），是德國的山峰，位於該國東南部，由巴伐利亞負責管轄，屬於巴伐利亞前阿爾卑斯山脈的一部分，海拔高度1,132米，每年平均降雨量1,847毫米。